# Seleção Boliviana de Futebol Feminino
A Seleção Boliviana de Futebol Feminino representa a Bolívia no futebol feminino internacional. Ela foi fundada em 1 de janeiro de 1925 e tem como presidente Carlos Cháves Landivar.

## Melhores resultados
- Bolívia 7 X 1 Chile
- Bolívia 2 X 1 Peru
- Uruguai 1 X 1 Bolívia
- Bolívia 1 X 1 Venezuela

## Piores resultados
- Brasil 15 X 0 Bolívia
- Argentina 12 X 0 Bolívia
- Chile 11 X 0 Bolívia

## Categorias de base
A seleção boliviana feminina tem seu Sub-20 e Sub-17, que participam do Campeonato Sul-Americano de Futebol Feminino Sub-20 e Campeonato Sul-Americano de Futebol Feminino Sub-17.

## Títulos
- A seleção não tem nenhum título , mas tem títulos individuais:
  - Artilheira do Sul-americano Feminino Sub-20 de 2004: Palmira Loayza

## Campanhas de destaque
- 5.° lugar no Campeonato Sul-Americano de Futebol Feminino